# Siphouvigerina
Siphouvigerina es un género de foraminífero bentónico de la subfamilia Uvigerininae, de la familia Uvigerinidae, de la superfamilia Buliminoidea, del suborden Buliminina y del orden Buliminida. Su especie tipo es Uvigerina porrecta var. fimbriata. Su rango cronoestratigráfico abarca el Holoceno.

## Discusión
Clasificaciones previas incluían Siphouvigerina en el suborden Rotaliina del orden Rotaliida.

## Clasificación
Siphouvigerina incluye a las siguientes especies:
- Siphouvigerina ampullacea
- Siphouvigerina fimbriata
- Siphouvigerina hispida
- Siphouvigerina interrupta
- Siphouvigerina porrecta
- Siphouvigerina primitiva
- Siphouvigerina proboscidea
  - Siphouvigerina proboscidea var. vadescens
- Siphouvigerina spinescens
- Siphouvigerina succincta
- Siphouvigerina takayanagii

Otras especies consideradas en Siphouvigerina son:
- Siphouvigerina columellaris, aceptado como Siphogenerina columellaris
- Siphouvigerina strigosa, aceptado como Sagrinella strigosa
- Siphouvigerina virgula, aceptado como Allassoida virgula